# 1918 год в Азербайджане
В этой статье приведены события, произошедшие в 1918 году в Азербайджане.

## Январь
- 22—25 января — Шамхорская резня

## Февраль
- 23 февраля — 26 мая — Закавказский сейм

## Март
- Мартовские события в Баку (1918)
- 26 марта — Упразднён Закавказский комиссариат

## Апрель
- 10 апреля — Роспуск Бакинской городской думы
- 22 апреля — Провозглашение Закавказской демократической федеративной республики
- 25 апреля — 31 июля — Бакинская коммуна

## Май
- 1 мая — Переход Азербайджана на Григорианский календарь. Переход произошёл в ночь с 17 на 18 апреля, в 00-00. 18 апреля по Юлианскому календарю было заменено на 1 мая по Григорианскому[1]
- 27 мая — Создание Национального совета Азербайджана
- 28 мая
  - Принятие Декларации независимости Азербайджана
  - Создание Азербайджанской Демократической Республики
  - Формирование Правительства Азербайджанской Демократической Республики

## Июнь
- 4 июня — Договор о мире и дружбе между Азербайджаном и Османской империей
- 16 июня — Переезд Правительства АДР из Тифлиса в Гянджу
- 17 июня
  - Роспуск 1 кабинета Фатали хана Хойского
  - Формирование 2 кабинета Фатали хана Хойского
- 27 июня — Провозглащение азербайджанского языка государственным

## Июль
- 2 июля — Учреждены органы полиции[2]
- 30 июля — Переименование Елизаветполя в Гянджу

## Август
- 31 августа — Учреждена специальная следственная комиссия о расследовании мартовских событий, преступлений в Зангезуре и Карабахе[2]

## Сентябрь
- 15 сентября — Начало издания газеты «Азербайджан»
- 17 сентября — Переезд Правительства АДР из Гянджи в Баку

## Октябрь
- 1 октября — Создание Прокуратуры Азербайджана

## Ноябрь
- 9 ноября — Принятие государственного флага Азербайджана
- 14 ноября — Учреждена Азербайджанская судебная палата[азерб.][3]

## Декабрь
- 7 декабря
  - Открытие Парламента АДР
  - Роспуск 2 кабинета Фатали хана Хойского
- 26 декабря — Формирование 3 кабинета Фатали хана Хойского

## Без точных дат
- Создано почтово-телеграфное агентство
- Роспуск Бакинского Совета
- Ликвидирован лагерь для турецких военнопленных на острове Нарген

## Родились
- 22 мая — Мехти Мамедов, актёр, театральный режиссёр
- 11 декабря — Байрам Байрамов, писатель

## Умерли
- 11 июля — Аббас Сиххат, поэт
- 4 ноября — Джангир Зейналов, актёр